# Ricciarda Ricorda
Ricciarda Ricorda (Piacenza, 1949) è una critica letteraria italiana.

## Biografia
Dopo la laurea in lettere presso l'Università di Padova, ha iniziato la carriera accademica presso l'Università Ca' Foscari Venezia sino all'ordinariato in Letteratura italiana moderna e contemporanea.
Gli ambiti di ricerca specifici di Ricciarda Ricorda abbracciano la letteratura italiana tra Settecento, Ottocento e Novecento. Numerosi gli studi sul teatro (Carlo Goldoni e Carlo Gozzi) e sulla letteratura di viaggio settecenteschi; per quanto riguarda l'Ottocento vanno segnalati gli studi sulla Scapigliatura e su Angelo Conti; gli autori novecenteschi di cui maggiormente si è occupata sono Vitaliano Brancati, Gesualdo Bufalino, Primo Levi, Giacomo Noventa, Pier Paolo Pasolini, Guido Piovene, Goffredo Parise e Leonardo Sciascia.

## Opere
- Frediani F., Ricorda R., Rossi L. (a cura di), Spazi segni parole. Percorsi di viaggiatrici italiane, Prefazione di Luca Clerici, Milano, Franco Angeli, 2012
- Ricorda R., Sull'epistolario di Carlo Gozzi (in attesa del centenario), in "Quaderns d'Italià", vol. 10, 2005, pp. 245–248.
- Ricorda R., «Vi scrivo ogni cosa perché la volete e perché non ho altro sollievo che la penna»: le Lettere di Carlo Gozzi, in "Problemi di critica goldoniana", vol. XII, 2005, pp. 135–144.
- Ricorda R., A. di Robilant, Un amore veneziano. Un giovane aristocratico, un'avventurosa ragazza inglese, una storia vera, in "STUDI VENEZIANI", 2005, pp. 432–434.
- Ricorda R., Gli anni di Napoli e la poetica del romanzo, in Angelo R., Pupino (a cura di), D'Annunzio a Napoli, Napoli, Liguori, 2005, pp. 277–294.
- Ricorda R., Il quotidiano di Guido Piovene e Goffredo Parise, dal Veneto all'altrove, in S. Gentili; I. Nardi (a cura di), L'immagine del quotidiano. Letteratura di costume del '900, Napoli, ESI, 2005, pp. 163–188.
- Ricorda R., Le rubriche teatrali e letterarie nella «Donna galante ed erudita. Giornale dedicato al bel sesso»: una prima indagine, in L. Sanni Now; F. Cotticelli; R. Puggioni (a cura di), Sentir e meditar. Omaggio a Elena Sala Di Felice, Roma, Aracne, 2005, pp. 237–247.
- Ricorda R., Piovene e Calvino tra schedari e quaderni di esercizi: «Le stelle fredde» e «Palomar», in G. Caltagirone (a cura di), La coscienza e il coraggio. Esperienze letterarie della modernità. Studi in onore di Sandro Maxia, Cagliari, AM&D Edizioni, 2005, pp. 748–774.
- Ricorda R., Prefazione in A. Pizzuto, V. Scheiwiller, Le carte fatate. Carteggio 1960-1975, Milano, Libri Scheiwiller, 2005, pp. 7–12.
- Ricorda R., «Io scrivo la vita e rivivo la vita scrivendo»: Luisa Adorno tra il libro e la vita in aa.vv., L'occhio e la memoria. Miscellanea di studi in onore di Natale Tedesco, Caltanissetta, Editori del Sole, vol. II, 2004, pp. 391 –414.
- (a cura di) T. Agostini, A. Chemello, I. Crotti, L. Ricaldone, Ricorda R., Lo spazio della scrittura. Letterature comparate al femminile, Padova, Il Poligrafo, 2004 (Curatela).
- Ricorda R., Forme della violenza nella scrittura del primo Sciascia, in "Novecento", 2002, pp. 71–82.
- Ricorda R. Guido Piovene tra narrativa e saggistica in Rizzante M. (a cura di), Guido Piovene. Tra realtà e visione, Trento, Dipartimento di Scienze Filologiche e Storiche, 2002, pp. 89–106.
- Ricorda R., Un veneto narrar, Le Venezie di Vanni Scheiwiller, Milano, Libri Scheiwiller, pp. 46–54.
- Ricorda R., Prefazione, in Cinquegrani A., La partita a scacchi con Dio. Per una metafisica dell'opera di Gesualdo Bufalino, Padova, Il Poligrafo, 2002, pp. 7–8.
- Ricorda R., Gozzi C., Novelle, Venezia, Marsilio, 2001, pp. 1–147.
- Ricorda R., Crotti I., Libro, Mondo, Teatro. Saggi goldoniani, in "Studi veneziani", vol. XLII, 2001, pp. 363–366.
- RICORDA R. Gasparo e Carlo Gozzi in Crotti I., Vescovo P., Ricorda R., Il "mondo vivo". Aspetti del romanzo, del teatro e del giornalismo nel Settecento italiano, Padova, Il Poligrafo, 2001, pp. 153–224.
- Ricorda R., L'andare per la Spagna di un siciliano: immagini di viaggio in Tedesco N. (a cura di), "Avevo la Spagna nel cuore", Milano, La Vita Felice, 2001, pp. 191–207.
- Ricorda R. Pier Paolo Pasolini. I romanzi, Verso poesia. Incontri con la grande poesia veneta 1999-2000, Mestre-Venezia, Comune di Venezia, 2001, pp. 194–195.
- Ricorda R., Tradizione e originalità nella novellistica italiana del Settecento: il caso di Carlo Gozzi in E. Sala Di Felice; L. Sanna; R. Puggioni (a cura di), Intersezioni di forme letterarie e artistiche, Roma, Bulzoni, 2001, pp. 269–293.
- Ricorda R., In viaggio fra Occidente e Oriente: Cristina di Belgiojoso scrittrice e saggista in Jones V.R., Lepschy A.L. Editors, With a Pen in her Hand. Women and Writing in Italy in the Nineteenth Century and Beyond, Leeds, Society for Italian Studies, 2000, pp. 9–22.
- Ricorda R., Le avventure di un chimico: "Il sistema periodico" di Primo Levi in F. Bruni (a cura di),«Leggiadre donne...». Novella e racconto breve in Italia, Venezia, Marsilio, 2000, pp. 231–248.
- Ricorda R., Scrittrici di viaggio e rappresentazione di costume nell'Ottocento italiano in Gentili S., Nardi I. (a cura di), L'immagine del quotidiano. Letteratura di costume e letteratura di genere tra '700 e '800, Napoli, Edizioni Scientifiche Italiane, 2000, pp. 135–176.
- Ricorda R. Travel writing, 1750-1850 in Panizza L., Wood S. Editors, A History of Women Writing in Italy, Cambridge, Cambridge University Press, 2000, pp. 107–119.
- Ricorda R., Forme del saggio in Noventa, in "Quaderni veneti", 1999, pp. 151–174.
- Ricorda R., L'Agnoletta e la pratica della riscrittura nella novellistica settecentesca, in "Rivista di letteratura italiana", vol. XVII, 1999, pp. 501–509.
- Ricorda R., Prefazione in A. Colusso, G. Comisso, Solstizio metafisico, Padova, Il Poligrafo, 1999, pp. 7–10.
- Ricorda R., Goldoni C., Un curioso accidente, Venezia, Marsilio, 1998 (Edizione critica).
- Ricorda R., Crotti I., Saverio Bettinelli. Un gesuita alla scuola del mondo, Roma, Bulzoni (Curatela)
- Ricorda R., Pagine vissute. Studi di letteratura italiana del Novecento, Napoli, Edizioni Scientifiche Italiane, 1995.
- Ricorda R., Benedetto Croce, Angelo Conti e “altri estetizzanti”, in "Lettere italiane", vol. 3, 1995 pp. 402–422.
- Ricorda R., Dalla parte di Ariele. Angelo Conti nella cultura di fine secolo, ROMA, Bulzoni, 1993.
- Ricorda R.; Crotti I., Scapigliatura e dintorni, Padova, Vallardi Piccin Nuova Libraria, 1992.
- Ricorda R. Conti A., Leonardo pittore, Padova, Editoriale Programma, 1990(Edizione critica).
- Ricorda R., Rassegna comissiana, in "Quaderni veneti", vol. 11, 1990, pp. 189–229.
- Ricorda R., Crotti I., Gasparo Gozzi. Il lavoro di un intellettuale nel Settecento veneziano, Padova, Antenore, 1989 (Curatela).
- Ricorda R., Scrofani S., Viaggio in Grecia, Venezia, Marsilio, 1988 (Edizione critica).
- Ricorda R., "La Nuova Antologia" 1866-1915. Letteratura e ideologia tra Ottocento e Novecento, Padova, Liviana, 1980.